# Nord-Kivu
Nord-Kivu (Swahili Jimbo la Kivu Kaskazini) er en provins ved Kivusøen i den østlige del af Demokratiske Republik Congo. Provinsens hovedstad er byen Goma. Den har et areal på 59.483 km² og en befolkning på omkring 8.147.400 (2020). Den grænser mod nord til  provinsen  Ituri, Tshopo til nordvest, Maniema til sydvest, og Syd-Kivu mod syd, og Uganda og Rwanda mod øst.

## Historie
Nord-Kivus administrative historie går tilbage til kolonitiden, da den oprindeligt var en del af Stanley Falls distrikt i Fristaten Congo. Efter en række territoriale omorganiseringer, blev North Kivu indlemmet i provinsen Orientale, med Stanleyville (nutidens Kisangani) som provinshovedstad. Området fik provinsstatus i 1962, men blev degraderet til et distrikt under Mobutu Sese Sekos regime i 1965. Den blev formelt genindført i 1988 i henhold til bekendtgørelse-lov nr. 88/1976 og bekendtgørelse-lov nr. 88-031, som omdefinerede den tidligere Kivu-provinsen til tre separate provinser: Nord-Kivu, Syd-Kivu og Maniema. I øjeblikket omfatter Nordkivu tre byer — Goma, Butembo og Beni— og seks territorier: Beni, Lubero, Masisi, Rutshuru, Nyiragongo, og Walikale. Et dekret fra 2013 foreslog også bystatus for Kasindi, Oïcha, og Luholu.